# Иностранные языки Видео снято в Рязанском политехническом колледже в январе 2013 года
Иностранные языки Видео снято в Рязанском политехническом колледже в январе 2013 года. Все мультфильмы: 1 января 2013 г. - Ну, погоди! (1969-1986) (Дубляж на английском, венгерском, немецком, испанском, чешском, польском, словацком, латышском, литовском, эстонском, африкаанс, датском, нидерландском, норвежском, шведском, украинском, коми, белорусском, татарском, крымскотатарском, болгарском, греческом, македонском, румынском, португальском (Португалия), португальском (Португалия), итальянском, французском, арабском, персидском, армянском, китайском, корейском, японском, абхазском, аварском, осетинском, чеченском, азербайджанском, албанском, турецком, узбекском, казахском, киргизском, курдском, вьетнамском, грузинском, башкирском и эсперанто языках) - 2 января 2013 г. - Бобик в гостях у Барбоса (1977) - 3 января 2013 г. - Three Little Pigs (1933) (Дубляж на русском, венгерском, немецком, испанском, чешском, польском, словацком, латышском, литовском, эстонском, африкаанс, датском, нидерландском, норвежском, шведском, украинском, коми, белорусском, татарском, крымскотатарском, болгарском, греческом, македонском, румынском, португальском (Португалия), португальском (Португалия), итальянском, французском, арабском, персидском, армянском, китайском, корейском, японском, абхазском, аварском, осетинском, чеченском, азербайджанском, албанском, турецком, узбекском, казахском, киргизском, курдском, вьетнамском, грузинском, башкирском и эсперанто языках) - 4 января 2013 г. - Blitz Wolf (1942) (Дубляж на русском, венгерском, немецком, испанском, чешском, польском, словацком, латышском, литовском, эстонском, африкаанс, датском, нидерландском, норвежском, шведском, украинском, коми, белорусском, татарском, крымскотатарском, болгарском, греческом, македонском, румынском, португальском (Португалия), португальском (Португалия), итальянском, французском, арабском, персидском, армянском, китайском, корейском, японском, абхазском, аварском, осетинском, чеченском, азербайджанском, албанском, турецком, узбекском, казахском, киргизском, курдском, вьетнамском, грузинском, башкирском и эсперанто языках) - 5 января 2013 г. - One Ham's Family (1943) (Дубляж на русском, венгерском, немецком, испанском, чешском, польском, словацком, латышском, литовском, эстонском, африкаанс, датском, нидерландском, норвежском, шведском, украинском, коми, белорусском, татарском, крымскотатарском, болгарском, греческом, македонском, румынском, португальском (Португалия), португальском (Португалия), итальянском, французском, арабском, персидском, армянском, китайском, корейском, японском, абхазском, аварском, осетинском, чеченском, азербайджанском, албанском, турецком, узбекском, казахском, киргизском, курдском, вьетнамском, грузинском, башкирском и эсперанто языках) - 6 января 2013 г. - Krtek malířem (1972) (Дубляж на русском, английском, венгерском, немецком, испанском, польском, словацком, латышском, литовском, эстонском, африкаанс, датском, нидерландском, норвежском, шведском, украинском, коми, белорусском, татарском, крымскотатарском, болгарском, греческом, македонском, румынском, португальском (Португалия), португальском (Португалия), итальянском, французском, арабском, персидском, армянском, китайском, корейском, японском, абхазском, аварском, осетинском, чеченском, азербайджанском, албанском, турецком, узбекском, казахском, киргизском, курдском, вьетнамском, грузинском, башкирском и эсперанто языках) - 7 января 2013 г. - Reksio poliglota (1967) (Дубляж на русском, английском, венгерском, немецком, испанском, словацком, латышском, литовском, эстонском, африкаанс, датском, нидерландском, норвежском, шведском, украинском, коми, белорусском, татарском, крымскотатарском, болгарском, греческом, македонском, румынском, португальском (Португалия), португальском (Португалия), итальянском, французском, арабском, персидском, армянском, китайском, корейском, японском, абхазском, аварском, осетинском, чеченском, азербайджанском, албанском, турецком, узбекском, казахском, киргизском, курдском, вьетнамском, грузинском, башкирском и эсперанто языках) - 8 января 2013 г. - Fantadroms (1985-1995) (Дубляж на русском, венгерском, немецком, испанском, чешском, польском, словацком, литовском, эстонском, африкаанс, датском, нидерландском, норвежском, шведском, украинском, коми, белорусском, татарском, крымскотатарском, болгарском, греческом, македонском, румынском, португальском (Португалия), португальском (Португалия), итальянском, французском, арабском, персидском, армянском, китайском, корейском, японском, абхазском, аварском, осетинском, чеченском, азербайджанском, албанском, турецком, узбекском, казахском, киргизском, курдском, вьетнамском, грузинском, башкирском и эсперанто языках) - 9 января 2013 г. - Neparastie rīdzinieki (2001) (Дубляж на русском, английском, венгерском, немецком, испанском, чешском, польском, словацком, литовском, эстонском, африкаанс, датском, нидерландском, норвежском, шведском, украинском, коми, белорусском, татарском, крымскотатарском, болгарском, греческом, македонском, румынском, португальском (Португалия), португальском (Португалия), итальянском, французском, арабском, персидском, армянском, китайском, корейском, японском, абхазском, аварском, осетинском, чеченском, азербайджанском, албанском, турецком, узбекском, казахском, киргизском, курдском, вьетнамском, грузинском, башкирском и эсперанто языках) - 10 января 2013 г. - Zaķīšu pirtiņa (1979) (Дубляж на русском, английском, венгерском, немецком, испанском, чешском, польском, словацком, литовском, эстонском, африкаанс, датском, нидерландском, норвежском, шведском, украинском, коми, белорусском, татарском, крымскотатарском, болгарском, греческом, македонском, румынском, португальском (Португалия), португальском (Португалия), итальянском, французском, арабском, персидском, армянском, китайском, корейском, японском, абхазском, аварском, осетинском, чеченском, азербайджанском, албанском, турецком, узбекском, казахском, киргизском, курдском, вьетнамском, грузинском, башкирском и эсперанто языках) - 11 января 2013 г. - Kā vilks sivēntiņu neapēda (1972) (Дубляж на русском, английском, венгерском, немецком, испанском, чешском, польском, словацком, литовском, эстонском, африкаанс, датском, нидерландском, норвежском, шведском, украинском, коми, белорусском, татарском, крымскотатарском, болгарском, греческом, македонском, румынском, португальском (Португалия), португальском (Португалия), итальянском, французском, арабском, персидском, армянском, китайском, корейском, японском, абхазском, аварском, осетинском, чеченском, азербайджанском, албанском, турецком, узбекском, казахском, киргизском, курдском, вьетнамском, грузинском, башкирском и эсперанто языках) - 12 января 2013 г. - Ну, погоди! (телевыпуск 1) (1980) (Дубляж на английском, венгерском, немецком, испанском, чешском, польском, словацком, латышском, литовском, эстонском, африкаанс, датском, нидерландском, норвежском, шведском, украинском, коми, белорусском, татарском, крымскотатарском, болгарском, греческом, македонском, румынском, португальском (Португалия), португальском (Португалия), итальянском, французском, арабском, персидском, армянском, китайском, корейском, японском, абхазском, аварском, осетинском, чеченском, азербайджанском, албанском, турецком, узбекском, казахском, киргизском, курдском, вьетнамском, грузинском, башкирском и эсперанто языках) - 13 января 2013 г. - Ну, погоди! (телевыпуски 2-3) (1981) (Дубляж на английском, венгерском, немецком, испанском, чешском, польском, словацком, латышском, литовском, эстонском, африкаанс, датском, нидерландском, норвежском, шведском, украинском, коми, белорусском, татарском, крымскотатарском, болгарском, греческом, македонском, румынском, португальском (Португалия), португальском (Португалия), итальянском, французском, арабском, персидском, армянском, китайском, корейском, японском, абхазском, аварском, осетинском, чеченском, азербайджанском, албанском, турецком, узбекском, казахском, киргизском, курдском, вьетнамском, грузинском, башкирском и эсперанто языках) - 14 января 2013 г. - Непоседа (1983) (Дубляж на английском, венгерском, немецком, испанском, чешском, польском, словацком, латышском, литовском, эстонском, африкаанс, датском, нидерландском, норвежском, шведском, украинском, коми, белорусском, татарском, крымскотатарском, болгарском, греческом, македонском, румынском, португальском (Португалия), португальском (Португалия), итальянском, французском, арабском, персидском, армянском, китайском, корейском, японском, абхазском, аварском, осетинском, чеченском, азербайджанском, албанском, турецком, узбекском, казахском, киргизском, курдском, вьетнамском, грузинском, башкирском и эсперанто языках) - 15 января 2013 г. - Дом для леопарда (1979) (Дубляж на английском, венгерском, немецком, испанском, чешском, польском, словацком, латышском, литовском, эстонском, африкаанс, датском, нидерландском, норвежском, шведском, украинском, коми, белорусском, татарском, крымскотатарском, болгарском, греческом, македонском, румынском, португальском (Португалия), португальском (Португалия), итальянском, французском, арабском, персидском, армянском, китайском, корейском, японском, абхазском, аварском, осетинском, чеченском, азербайджанском, албанском, турецком, узбекском, казахском, киргизском, курдском, вьетнамском, грузинском, башкирском и эсперанто языках) - 16 января 2013 г. - Чертёнок с пушистым хвостом (1985) (Дубляж на английском, венгерском, немецком, испанском, чешском, польском, словацком, латышском, литовском, эстонском, африкаанс, датском, нидерландском, норвежском, шведском, украинском, коми, белорусском, татарском, крымскотатарском, болгарском, греческом, македонском, румынском, португальском (Португалия), португальском (Португалия), итальянском, французском, арабском, персидском, армянском, китайском, корейском, японском, абхазском, аварском, осетинском, чеченском, азербайджанском, албанском, турецком, узбекском, казахском, киргизском, курдском, вьетнамском, грузинском, башкирском и эсперанто языках) - 17 января 2013 г. - Раз, два - дружно! (1967) (Дубляж на английском, венгерском, немецком, испанском, чешском, польском, словацком, латышском, литовском, эстонском, африкаанс, датском, нидерландском, норвежском, шведском, украинском, коми, белорусском, татарском, крымскотатарском, болгарском, греческом, македонском, румынском, португальском (Португалия), португальском (Португалия), итальянском, французском, арабском, персидском, армянском, китайском, корейском, японском, абхазском, аварском, осетинском, чеченском, азербайджанском, албанском, турецком, узбекском, казахском, киргизском, курдском, вьетнамском, грузинском, башкирском и эсперанто языках) - 18 января 2013 г. - Волк и телёнок (1984) (Дубляж на английском, венгерском, немецком, испанском, чешском, польском, словацком, латышском, литовском, эстонском, африкаанс, датском, нидерландском, норвежском, шведском, украинском, коми, белорусском, татарском, крымскотатарском, болгарском, греческом, македонском, румынском, португальском (Португалия), португальском (Португалия), итальянском, французском, арабском, персидском, армянском, китайском, корейском, японском, абхазском, аварском, осетинском, чеченском, азербайджанском, албанском, турецком, узбекском, казахском, киргизском, курдском, вьетнамском, грузинском, башкирском и эсперанто языках) - 19 января 2013 г. - Ну, погоди! (1969-1986) (Дубляж на английском, венгерском, немецком, испанском, чешском, польском, словацком, латышском, литовском, эстонском, африкаанс, датском, нидерландском, норвежском, шведском, украинском, коми, белорусском, татарском, крымскотатарском, болгарском, греческом, македонском, румынском, португальском (Португалия), португальском (Португалия), итальянском, французском, арабском, персидском, армянском, китайском, корейском, японском, абхазском, аварском, осетинском, чеченском, азербайджанском, албанском, турецком, узбекском, казахском, киргизском, курдском, вьетнамском, грузинском, башкирском и эсперанто языках) - 20 января 2013 г. - Бобик в гостях у Барбоса (1977) - 3 марта 2013 г. - Three Little Pigs (1933) (Дубляж на русском, венгерском, немецком, испанском, чешском, польском, словацком, латышском, литовском, эстонском, африкаанс, датском, нидерландском, норвежском, шведском, украинском, коми, белорусском, татарском, крымскотатарском, болгарском, греческом, македонском, румынском, португальском (Португалия), португальском (Португалия), итальянском, французском, арабском, персидском, армянском, китайском, корейском, японском, абхазском, аварском, осетинском, чеченском, азербайджанском, албанском, турецком, узбекском, казахском, киргизском, курдском, вьетнамском, грузинском, башкирском и эсперанто языках) - 21 января 2013 г. - Three Little Pigs (1933) (Дубляж на русском, венгерском, немецком, испанском, чешском, польском, словацком, латышском, литовском, эстонском, африкаанс, датском, нидерландском, норвежском, шведском, украинском, коми, белорусском, татарском, крымскотатарском, болгарском, греческом, македонском, румынском, португальском (Португалия), португальском (Португалия), итальянском, французском, арабском, персидском, армянском, китайском, корейском, японском, абхазском, аварском, осетинском, чеченском, азербайджанском, албанском, турецком, узбекском, казахском, киргизском, курдском, вьетнамском, грузинском, башкирском и эсперанто языках) - 22 января 2013 г. - Blitz Wolf (1942) (Дубляж на русском, венгерском, немецком, испанском, чешском, польском, словацком, латышском, литовском, эстонском, африкаанс, датском, нидерландском, норвежском, шведском, украинском, коми, белорусском, татарском, крымскотатарском, болгарском, греческом, македонском, румынском, португальском (Португалия), португальском (Португалия), итальянском, французском, арабском, персидском, армянском, китайском, корейском, японском, абхазском, аварском, осетинском, чеченском, азербайджанском, албанском, турецком, узбекском, казахском, киргизском, курдском, вьетнамском, грузинском, башкирском и эсперанто языках) - 23 января 2013 г. - One Ham's Family (1943) (Дубляж на русском, венгерском, немецком, испанском, чешском, польском, словацком, латышском, литовском, эстонском, африкаанс, датском, нидерландском, норвежском, шведском, украинском, коми, белорусском, татарском, крымскотатарском, болгарском, греческом, македонском, румынском, португальском (Португалия), португальском (Португалия), итальянском, французском, арабском, персидском, армянском, китайском, корейском, японском, абхазском, аварском, осетинском, чеченском, азербайджанском, албанском, турецком, узбекском, казахском, киргизском, курдском, вьетнамском, грузинском, башкирском и эсперанто языках) - 24 января 2013 г. - Krtek malířem (1972) (Дубляж на русском, английском, венгерском, немецком, испанском, польском, словацком, латышском, литовском, эстонском, африкаанс, датском, нидерландском, норвежском, шведском, украинском, коми, белорусском, татарском, крымскотатарском, болгарском, греческом, македонском, румынском, португальском (Португалия), португальском (Португалия), итальянском, французском, арабском, персидском, армянском, китайском, корейском, японском, абхазском, аварском, осетинском, чеченском, азербайджанском, албанском, турецком, узбекском, казахском, киргизском, курдском, вьетнамском, грузинском, башкирском и эсперанто языках) - 25 января 2013 г. - Reksio poliglota (1967) (Дубляж на русском, английском, венгерском, немецком, испанском, словацком, латышском, литовском, эстонском, африкаанс, датском, нидерландском, норвежском, шведском, украинском, коми, белорусском, татарском, крымскотатарском, болгарском, греческом, македонском, румынском, португальском (Португалия), португальском (Португалия), итальянском, французском, арабском, персидском, армянском, китайском, корейском, японском, абхазском, аварском, осетинском, чеченском, азербайджанском, албанском, турецком, узбекском, казахском, киргизском, курдском, вьетнамском, грузинском, башкирском и эсперанто языках) - 26 января 2013 г. - Fantadroms (1985-1995) (Дубляж на русском, венгерском, немецком, испанском, чешском, польском, словацком, литовском, эстонском, африкаанс, датском, нидерландском, норвежском, шведском, украинском, коми, белорусском, татарском, крымскотатарском, болгарском, греческом, македонском, румынском, португальском (Португалия), португальском (Португалия), итальянском, французском, арабском, персидском, армянском, китайском, корейском, японском, абхазском, аварском, осетинском, чеченском, азербайджанском, албанском, турецком, узбекском, казахском, киргизском, курдском, вьетнамском, грузинском, башкирском и эсперанто языках) - 27 января 2013 г. - Neparastie rīdzinieki (2001) (Дубляж на русском, английском, венгерском, немецком, испанском, чешском, польском, словацком, литовском, эстонском, африкаанс, датском, нидерландском, норвежском, шведском, украинском, коми, белорусском, татарском, крымскотатарском, болгарском, греческом, македонском, румынском, португальском (Португалия), португальском (Португалия), итальянском, французском, арабском, персидском, армянском, китайском, корейском, японском, абхазском, аварском, осетинском, чеченском, азербайджанском, албанском, турецком, узбекском, казахском, киргизском, курдском, вьетнамском, грузинском, башкирском и эсперанто языках) - 28 января 2013 г. - Zaķīšu pirtiņa (1979) (Дубляж на русском, английском, венгерском, немецком, испанском, чешском, польском, словацком, литовском, эстонском, африкаанс, датском, нидерландском, норвежском, шведском, украинском, коми, белорусском, татарском, крымскотатарском, болгарском, греческом, македонском, румынском, португальском (Португалия), португальском (Португалия), итальянском, французском, арабском, персидском, армянском, китайском, корейском, японском, абхазском, аварском, осетинском, чеченском, азербайджанском, албанском, турецком, узбекском, казахском, киргизском, курдском, вьетнамском, грузинском, башкирском и эсперанто языках) - 29 января 2013 г. - Kā vilks sivēntiņu neapēda (1972) (Дубляж на русском, английском, венгерском, немецком, испанском, чешском, польском, словацком, литовском, эстонском, африкаанс, датском, нидерландском, норвежском, шведском, украинском, коми, белорусском, татарском, крымскотатарском, болгарском, греческом, македонском, румынском, португальском (Португалия), португальском (Португалия), итальянском, французском, арабском, персидском, армянском, китайском, корейском, японском, абхазском, аварском, осетинском, чеченском, азербайджанском, албанском, турецком, узбекском, казахском, киргизском, курдском, вьетнамском, грузинском, башкирском и эсперанто языках) - 30 января 2013 г. - Ну, погоди! (телевыпуск 1) (1980) (Дубляж на английском, венгерском, немецком, испанском, чешском, польском, словацком, латышском, литовском, эстонском, африкаанс, датском, нидерландском, норвежском, шведском, украинском, коми, белорусском, татарском, крымскотатарском, болгарском, греческом, македонском, румынском, португальском (Португалия), португальском (Португалия), итальянском, французском, арабском, персидском, армянском, китайском, корейском, японском, абхазском, аварском, осетинском, чеченском, азербайджанском, албанском, турецком, узбекском, казахском, киргизском, курдском, вьетнамском, грузинском, башкирском и эсперанто языках) - 31 января 2013 г. - Ну, погоди! (телевыпуски 2-3) (1981) (Дубляж на английском, венгерском, немецком, испанском, чешском, польском, словацком, латышском, литовском, эстонском, африкаанс, датском, нидерландском, норвежском, шведском, украинском, коми, белорусском, татарском, крымскотатарском, болгарском, греческом, македонском, румынском, португальском (Португалия), португальском (Португалия), итальянском, французском, арабском, персидском, армянском, китайском, корейском, японском, абхазском, аварском, осетинском, чеченском, азербайджанском, албанском, турецком, узбекском, казахском, киргизском, курдском, вьетнамском, грузинском, башкирском и эсперанто языках)
1. ↑  Рязанский политехнический колледж — Областное государственное бюджетное профессиональное образовательное учреждение "Рязанский политехнический колледж". Дата обращения: 16 августа 2025.